# Hr.Ms. B (1930)
De Hr.Ms. B was een Nederlandse mijnenveger van de A-klasse. Het schip werd gebouwd door de Rijkswerf Willemsoord in Den Helder en was bedoeld om dienst te doen in Nederlands-Indië.

## De B voor de Tweede Wereldoorlog
Op 6 augustus 1930 vertrok de B samen met de zusterschepen A, C en D richting Nederlands-Indië. Gedurende de reis werden schepen gesleept door de sleepboten Friesland en Vlaanderen. Het konvooi arriveerde op 20 oktober 1930 in de haven van Soerabaja.

## De B tijdens de Tweede Wereldoorlog
Tijdens het uitbreken van de Tweede Wereldoorlog diende de B in Nederlands-Indië. Omdat het schip tijdens een Japanse luchtaanval op 28 februari 1942 beschadigd raakte werd het op 1 maart 1942 door de eigen bemanning onklaar gemaakt en tot zinken gebracht in de haven van Soerabaja.
Na de verovering van Soerabaja werd de B door de Japanse strijdkrachten gelicht. De Japanse Keizerlijke Marine repareerde het schip en nam het in dienst als hulponderzeebootjager Cha 112 (Japans: 第112号駆潜特務艇). De bewapening van het schip werd veranderd van 2 x 12 mm mitrailleurs naar 1 x 47 mm, 3 x 25 mm 1 x 13 mm mitrailleurs en 8 dieptebommen. Tijdens een Amerikaanse luchtaanval op 4 juni 1945 werd het schip in de Javazee zo'n 200 mijl westelijk van Makassar tot zinken gebracht.